# زهرة المرجان المتسلقية
زهرة المرجان المتسلقية أو الكِنْدِيَة المتسلقية هو نوع من النباتات المزهرة في الفصيلة البقولية من جنس زهرة المرجان وهو مستوطن في أستراليا . إنها شجيرة زاحفة أو لافة ذات أوراق ثلاثية ويغلب في زهورها أن تكون حمرًا.